# Olevano sul Tusciano
Olevano sul Tusciano est une commune italienne de la province de Salerne, dans la région Campanie.

## Administration
| Période                                  | Période  | Identité        | Étiquette | Qualité |
| ---------------------------------------- | -------- | --------------- | --------- | ------- |
| 15 avril 2008                            | En cours | Adriano Ciancio |           |         |
| Les données manquantes sont à compléter. |          |                 |           |         |

### Hameaux
Ariano (capoluogo), Monticelli, Salitto.

### Communes limitrophes
Acerno, Battipaglia, Campagna, Eboli, Montecorvino Rovella.